# Хант, Андерсон
Андерсон Хант (англ. Anderson Hunt; родился 5 мая 1969 года в Детройте, штат Мичиган, США) — американский профессиональный баскетболист. Чемпион Национальной ассоциации студенческого спорта (NCAA) в сезоне 1989/1990 годов.

## Ранние годы
Андерсон Хант родился 5 мая 1969 года в городе Детройт (штат Мичиган).

## Студенческая карьера
До 1991 года посещал Невадский университет в Лас-Вегасе, где в течение трёх лет играл за студенческую команду «УНЛВ Раннин Ребелс», в которой провёл успешную карьеру под руководством Джерри Тарканиана, набрав в 103 играх более 1500 очков (15,0 в среднем за игру). При Ханте «Раннин Ребелс» по три раза выигрывали регулярный чемпионат и турнир конференции Big West, а также три раза выходили в плей-офф студенческого чемпионата США (1989—1991).
В 1990 году «Раннин Ребелс» стали чемпионами Национальной ассоциации студенческого спорта (NCAA), а Андерсон Хант был признан самым выдающимся игроком этого баскетбольного турнира. 25 марта «Сбежавшие мятежники» вышли в финал четырёх турнира NCAA (англ. Final Four), где сначала в полуфинале, 31 марта, обыграли команду Денниса Скотта и Кенни Андерсона «Джорджия Тек Йеллоу Джекетс» со счётом 90—81, в котором Хант стал вторым по результативности игроком своей команды, набрав 20 очков, а затем в финальном матче, 2 апреля, разгромили команду Кристиана Леттнера и Бобби Хёрли «Дьюк Блю Девилз» со счётом 103—73, в котором Андерсон стал лучшим по результативности игроком матча, набрав 29 очков. В следующем году «Раннин Ребелс» снова вышли в финал четырёх турнира NCAA, где в полуфинале, 30 марта, в упорной борьбе проиграли команде того же Леттнера и Хёрли «Дьюк Блю Девилз», со счётом 77—79, в котором Хант стал лучшим по результативности игроком матча, набрав 29 очков.
В мае 1991 года Las Vegas Review Journal опубликовал фотографии, на которых Хант вместе с товарищами по команде Дэвидом Батлером и Мозесом Скарри были изображены в джакузи с известным спортивным механиком Ричардом Перри, тем самым разжигая грандиозную огненную бурю между тренером Джерри Тарканианом, президентом UNLV Робертом Максоном и NCAA. Это сражение в конечном итоге приведёт к отставке Тарканиана в конце сезона 1991/1992 годов. После третьего курса Хант забросил университет, чтобы испытать себя в НБА, к большому разочарованию своего тренера, который после ухода Грега Энтони хотел перевести его на позицию плеймейкера и сделать ключевым звеном команды в следующем сезоне.

## Профессиональная карьера
Играл на позиции разыгрывающего защитника и атакующего защитника. В 1991 году выставил свою кандидатуру на драфт НБА, однако не был выбран ни одной из команд. В том же году решил попробовать свои силы в Континентальной баскетбольной ассоциации (КБА), где был выбран во втором раунде драфта под общим 25-м номером командой «Ла-Кросс Кэтбёрдс», в которой надолго не задержался. За три года он успел поиграть ещё в трёх клубах КБА «Су-Фолс Скайфорс», «Квад-Сити Тандер и «Форт-Уэйн Фьюри». В 1994 году перебрался в USBL, где выступал за команды «Майами Тропикс и «Каролина Кардиналс», в своём дебютном сезоне был включён во 2-ю сборную всех звёзд USBL. Кроме того Хант защищал цвета клубов Франции, Польши, Саудовской Аравии, Турции и Венесуэлы.

## Проблемы с законом
В октябре 1993 года Хант был арестован за хранение марихуаны во время проверки документов автоинспектором и осмотра автомобиля, позже он признал себя виновным в совершении административного правонарушения и понёс за него ответственность. В 2002 году у него вновь возникли проблемы с законом, ему было предъявлено обвинение в попытке хищения чужого имущества после того, как он не смог вернуть арендованный автомобиль в течение длительного периода времени. Ханту был вынесен условный приговор с испытательным сроком, а также было предписано возместить ущерб потерпевшей стороне, выплатив 1300 долларов.

## Личная жизнь
После его ухода из баскетбола Андерсон работал в отеле Imperial Palace и в казино в Лас-Вегасе. В настоящее время является активным участником молодёжной баскетбольной программы, финансируемой 4POINT4 Sports. Он никогда не был женат, что, впрочем, не помешало ему стать отцом пятерых детей, трёх мальчиков и двух девочек.